# Cássio Motta
Cássio Motta (ur. 22 lutego 1960 w São Paulo) – brazylijski tenisista, reprezentant kraju w Pucharze Davisa.

## Kariera tenisowa
Zawodowy tenisista w latach 1979–1994.
W grze pojedynczej Motta jest finalistą 1 turnieju rangi ATP World Tour.
W grze podwójnej zwyciężył w 10 zawodach rangi ATP World Tour i był finalistą 13 kolejnych imprez. Brazylijczyk jest półfinalistą wielkoszlemowego French Open 1982 (wspólnie z Johnem Feaverem) i French Open 1992 (wspólnie z Pablem Albanem).
W konkurencji gry mieszanej Motta jest finalistą French Open 1982 startując razem z Cláudią Monteiro.
Motta w latach 1979–1993 reprezentował Brazylię w Pucharze Davisa. Bilans zawodnika w turnieju wynosi 13 zwycięstw i 16 porażek w singlu oraz 15 wygranych meczów przy 5 przegranych w deblu.
W rankingu gry pojedynczej najwyżej był na 48. miejscu (8 grudnia 1986), a w klasyfikacji gry podwójnej na 4. pozycji (26 września 1983).

### Finały w turniejach wielkoszlemowych

#### Gra mieszana (0–1)
| Końcowy wynik | Nr | Data           | Turniej            | Nawierzchnia | Partnerka        | Przeciwnicy               | Wynik finału |
| ------------- | -- | -------------- | ------------------ | ------------ | ---------------- | ------------------------- | ------------ |
| Finalista     | 1. | 6 czerwca 1982 | French Open, Paryż | Ceglana      | Cláudia Monteiro | Wendy Turnbull John Lloyd | 2:6, 6:7     |